# Gare de Berlin-Blankenbourg
La gare de Berlin-Blankenbourg est desservie par le S-Bahn de Berlin pour le trafic passagers. Les lignes de la ligne de Stettin et du périphérique extérieur de Berlin y bifurquent. Dans les années 1960 et 1970, c'est également un point de correspondance pour les trains de banlieue à vapeur et diesel. La gare avec son bâtiment d'accueil néoclassique est classée monument historique.

## Localisation et nom

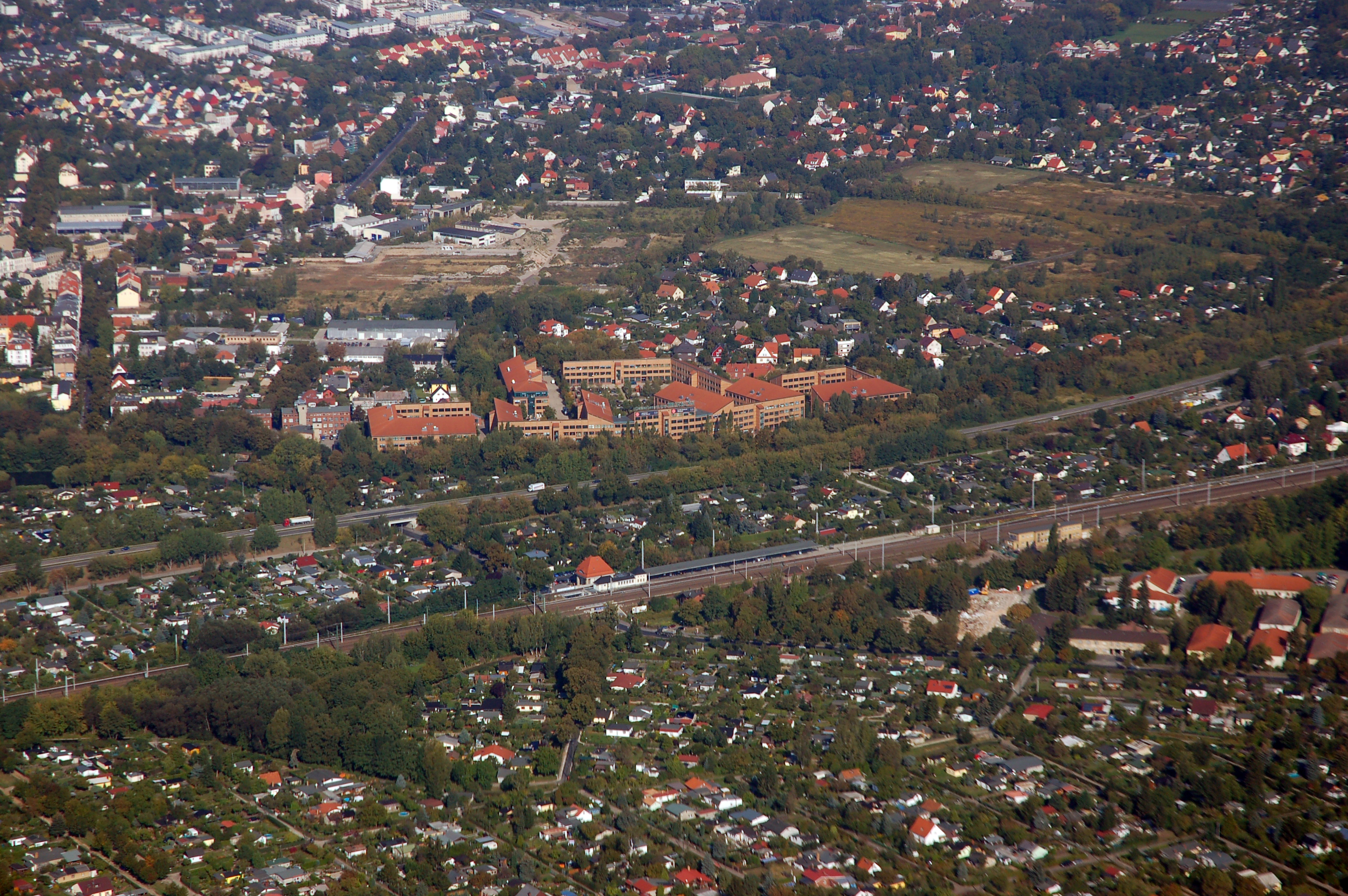
Photographie aerienne de la gare de Berlin-Blankenbourg.

La gare est située à l'ouest du quartier berlinois de Blankenbourg, non loin de la frontière avec le quartier de Französisch Buchholz dans l'arrondissement de Pankow. La gare est située au kilomètre 8,43 de la ligne de Stettin dans une position surélevée. Les voies traversent la Bahnhofstraße sur un pont dans le quartier de la gare. À environ deux kilomètres au nord de la gare se trouve le Karower Kreuz, là où le périphérique extérieur de Berlin croise la ligne de Stettin. À l'origine, la gare s'appelle simplement Blankenbourg, plus tard Blankenbourg (b Berlin).

## Histoire

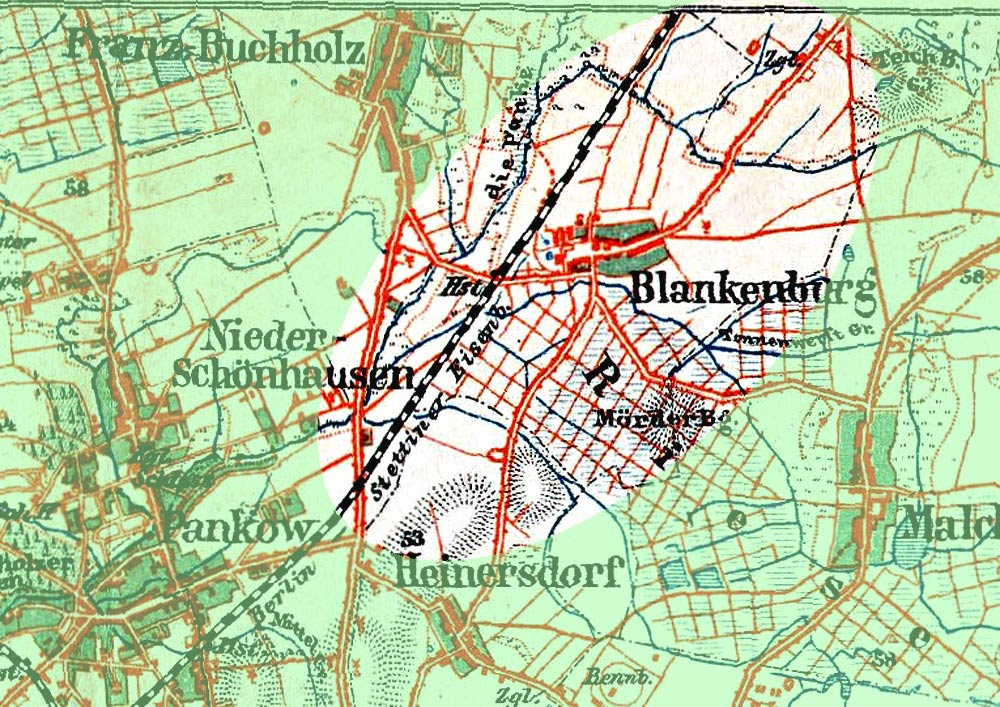
Blankenbourg sur une carte de 1894, à cette époque la gare se trouvait encore au sud de la route de Buchholz

La ligne de Stettin, ouvert en 1843, compte plus de 30 trains entre Berlin (gare de Stettin, aujourd'hui : gare du Nord) et Bernau. Aucun arrêt intermédiaire pour le trafic de passagers depuis des années. La gare de Blankenbourg est la première étape à être mise en service le 1er juin 1877, suivie quelques semaines plus tard par la gare de Gesundbrunnen, dont le tronçon de périphérique a déjà ouvert quelques années plus tôt. Avec l'ouverture d'autres gares, un trafic suburbain en croissance continue se développe entre Berlin et Bernau via Blankenbourg dans les années suivantes. Pour le trafic de marchandises, une ligne de fret du Magerviehhof Friedrichsfelde (de) à Blankenbourg est mise en service en 1907, qui est prolongée un an plus tard via Lübars jusqu'à Tegel. Cette ligne industrielle de Tegel-Friedrichsfelde (de) passe sous la ligne de Stettin au sud de la gare de Blankenbourg et est relié à la gare de Blankenbourg par une voie de liaison.
En raison de la croissance rapide du trafic suburbain, la ligne de Stettin est étendu à quatre voies entre 1906 et 1911, le trafic longue distance et suburbain est séparé et les voies de la région de Blankenbourg sont déplacées sur un remblai. Les installations de la gare sont entièrement reconstruites et le bâtiment d'accueil date également de cette époque. La ligne de banlieue vers Bernau et donc aussi la gare de Blankenbourg est la première ligne à être électrifiée au courant continu en 1924. À Blankenbourg, une installation de balayage et de stationnement et construite pour les trains DC, qui sont plus tard appelés S-Bahn.

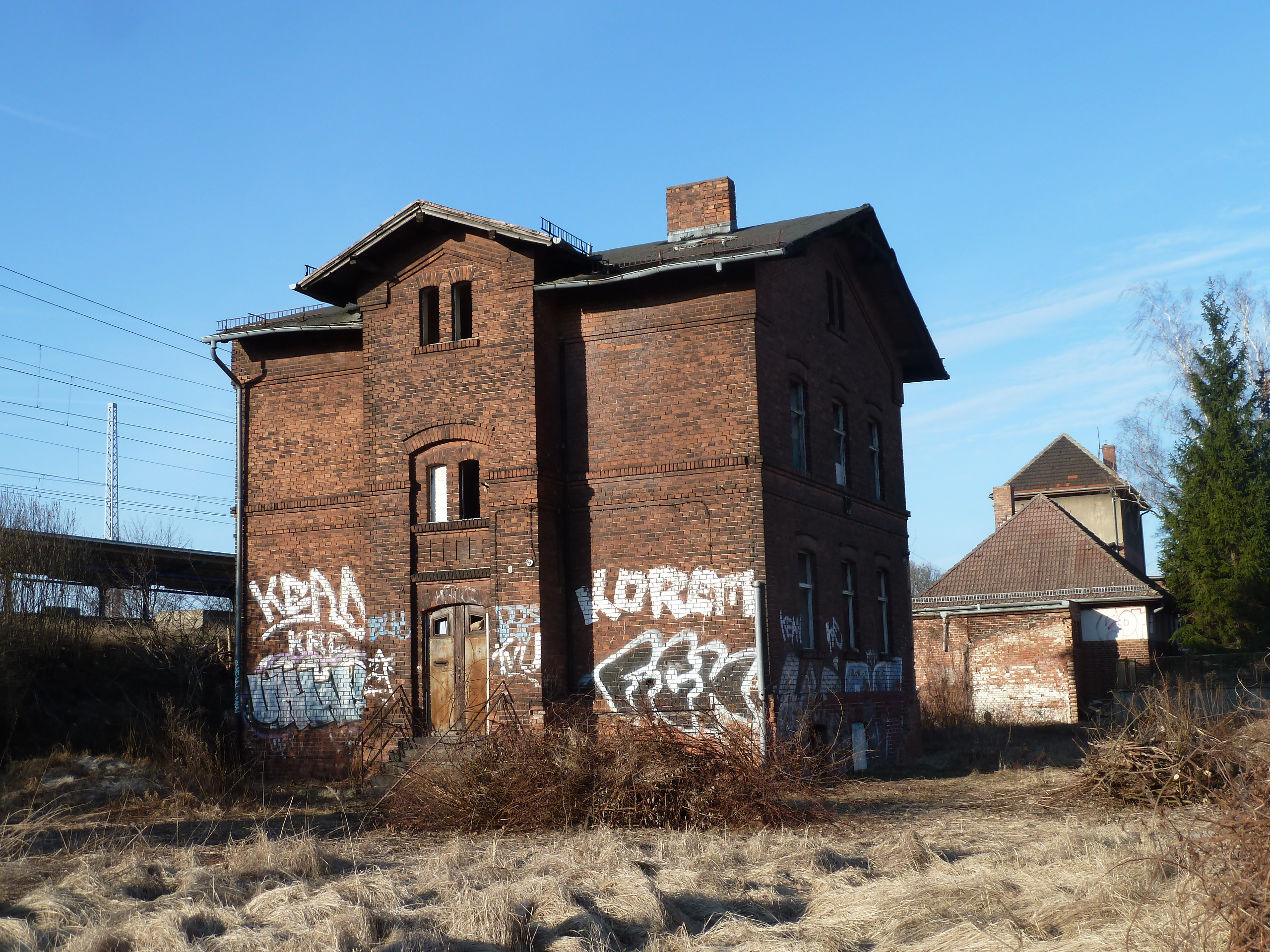
Cette ancienne maison de garde classée date d'avant la rénovation des installations ferroviaires et est démolie en 2014.

Le périphérique extérieur de Berlin est construit au début des années 1950 pour contourner Berlin-Ouest. Au Karower Kreuz, des courbes de liaison sont aménagées avec la ligne de Stettin, qui est relié opérationnellement à la gare de Blankenbourg au sud. Le trafic du S-Bahn se déroule d'abord sans entrave entre les deux parties de Berlin jusqu'à la construction du mur en 1961. Après la construction du mur, les trains S-Bahn en provenance de Blankenbourg ne circulent plus en direction de Berlin-Gesundbrunnen, mais uniquement via le Ringbahn oriental. Fin 1961, une branche S-Bahn (de) de la gare de Blankenbourg à l'anneau extérieur est mise en service pour les trains en direction d'Oranienbourg. La courbe est déjà créée en 1953 lors de l'agrandissement du Karower Kreuz. À la suite de la construction du mur, les trains de la ligne d'Heidekraut en provenance de Basdorf (de) ne peuvent plus se rendre à la gare de Berlin-Wilhelmsruh. Une plate-forme temporaire est construite pour eux à Blankenbourg, à la sortie de la ligne industrielle, également appelée plate-forme Basdorf. Il se trouve de l'autre côté des voies, au-delà de la Bahnhofstrasse, et est difficilement accessible depuis le quai du S-Bahn, ce qui suscite des critiques de la part des passagers. Le 26 juillet 1975, la structure du toit de la salle d'attente du quai de Basdorf prend feu. Après cet incendie, l'ensemble de la plateforme et des escaliers d'accès sont remplacés. Depuis 1976, les trains en provenance de Basdorf s'arrêtent au quai du S-Bahn de Karow ; la plate-forme de Blankenbourg est démantelée.
La gare a peu d'importance dans le trafic de marchandises ; sa fonction la plus importante est de servir de gare de liaison avec la ligne industrielle. Le tronçon du chemin de fer industriel traversant la limite du secteur a déjà été interrompu en 1952. Les liaisons dans la région de Buchholz et Niederschönhausen restées à l'ouest de la gare de Blankenberg sont desservies jusqu'en 1972. La ligne est ensuite démantelée en raison de la construction de l'autoroute vers Pankow, qui passe directement à l'ouest de la gare. En 1988, le chemin de fer industriel entre Marzahn et Weißensee est interrompu, de sorte que seules quelques liaisons dans la région du Weißensee sont desservies depuis Blankenbourg. Après le changement politique, l'exploitation du chemin de fer industriel est complètement arrêtée et les installations sont démantelées.
Après la fermeture de la gare de triage voisine de Pankow (de) en 1997, les voies longue distance dans la région de Blankenbourg sont interrompues pendant plusieurs années. Entre 2003 et 2005, les ponts des voies S-Bahn au-dessus de la Bahnhofstraße sont remplacés, certaines voies longue distance étant utilisées en remplacement. En 2006, les voies longue distance renouvelées sont mises en service dans le cadre de la construction de la ligne ferroviaire longue distance nord-sud (de) traversant Berlin et de la nouvelle gare centrale de Berlin.

## Installations

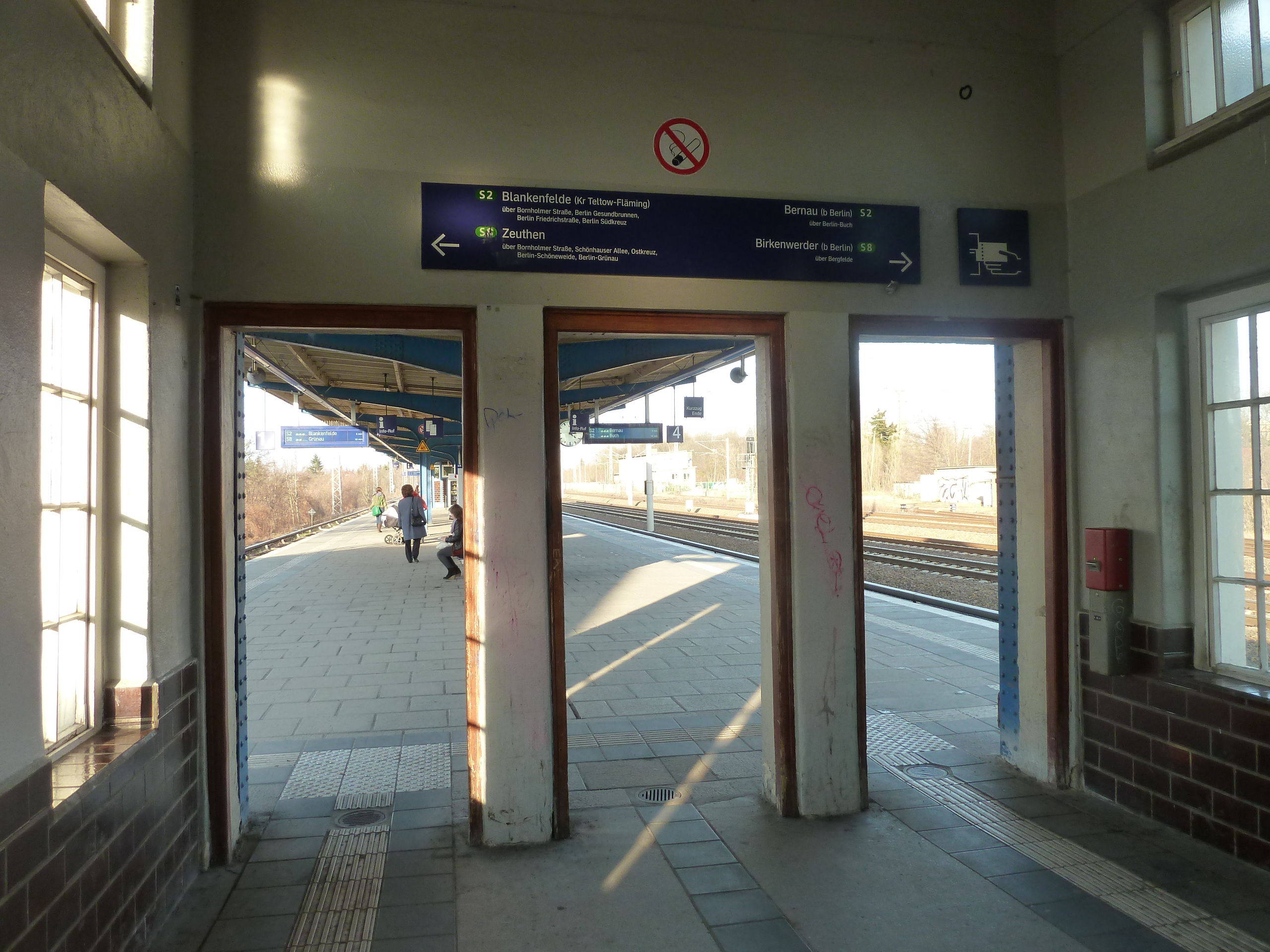
Accès à la plateforme

La gare d'origine se trouve au sud de la Bahnhofstraße, qui traverse la voie ferrée au niveau du sol. Une maison de signaleur avec un bâtiment d'écurie à l'Est des voies est restée longtemps à côté de cette gare. Les deux bâtiments vides sont classés monuments historiques mais ne figurent plus sur la liste des monuments de 2014 et sont démolis la même année.
Depuis, le parcours est élargi au début du XX siècle, les voies se trouvent en hauteur et le bâtiment d'accueil se trouve au nord de la Bahnhofsstraße. Les caractéristiques de base du bâtiment, construit selon les plans des architectes et responsables de la construction ferroviaire Karl Cornelius et Ernst Schwartz, correspondent aux bâtiments de réception de la ligne de Stettin à Pankow (de), Pankow-Heinersdorf, Karow, Buch, Röntgental et Zepernick, qui sont construits à peu près à la même époque par les mêmes architectes. Comme presque toutes ces gares, le bâtiment d'accueil est un bâtiment en briques plâtrées de deux étages sur un socle en pierre calcaire avec un toit en croupe et un escalier extérieur avec des lumières en fer forgé. La majeure partie du bâtiment se trouve à côté de la piste. En particulier, la billetterie et les locaux dans lesquels le personnel est constamment présent, comme les salles de délivrance des billets et les salles des superviseurs, sont aménagés dans cette partie. Le hall d'accès est situé sous les voies. La plate-forme est dotée d'un toit en bois à une seule tige sur des supports muraux solides rivetés. L'ensemble « bâtiment d'accueil avec couloir de liaison, escalier et plate-forme » est classé monument historique
L'accès à la plate-forme se trouve à l'extrémité sud-ouest de la plate-forme ; Au nord des quais se trouvent le système de balayage et la séparation des voies du S-Bahn en direction de Karow et du périphérique extérieur. Les voies ferrées longue distance sont situées au sud-est des voies du S-Bahn et du quai ; au-delà des voies ferrées principales se trouve le poste de signalisation. En tant que l'une des 20 gares dites principales du S-Bahn de Berlin, la gare est gérée par une surveillance locale.

## Connexions

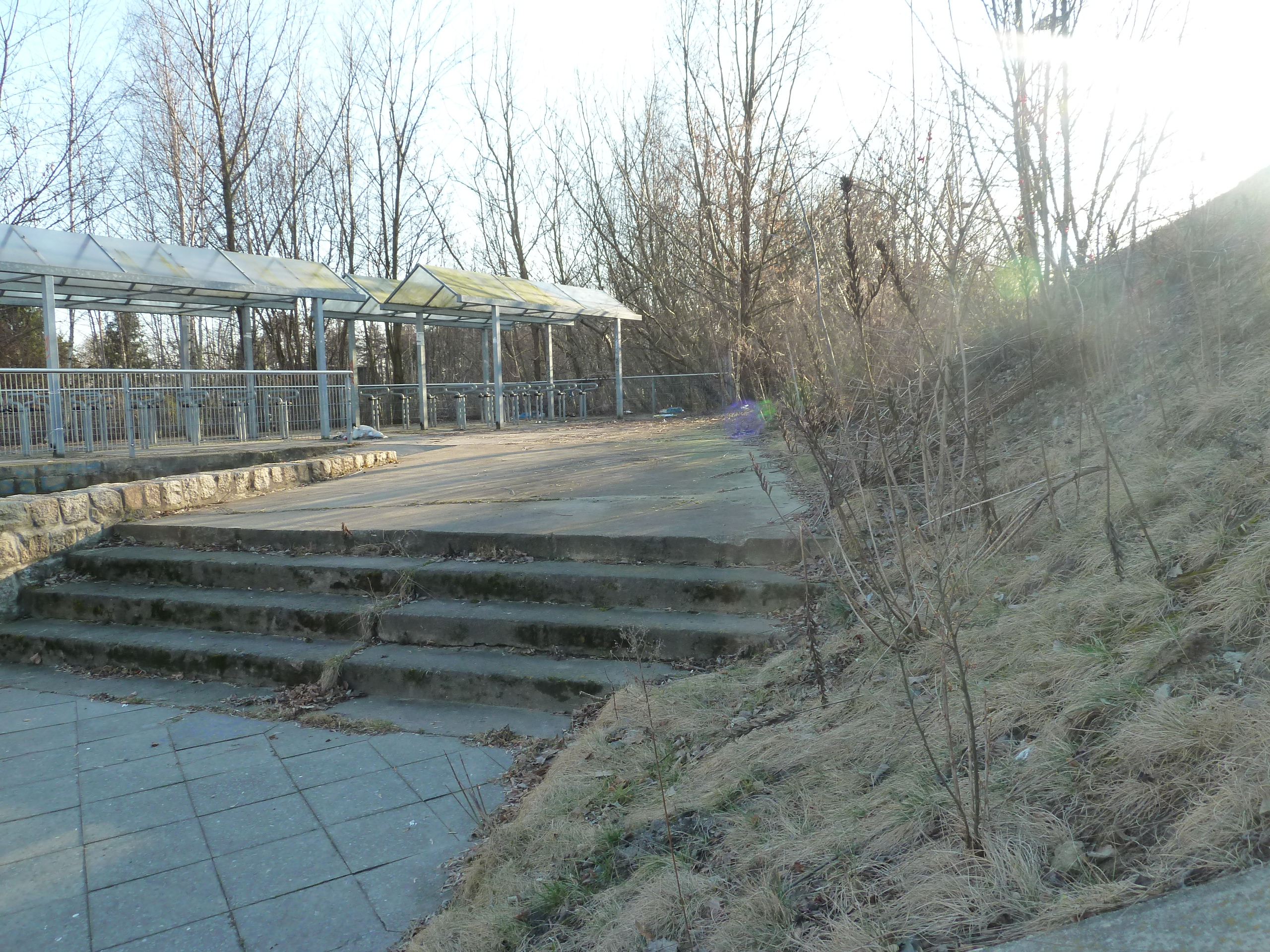
Escaliers à l'ancienne entrée du quai Basdorf à l'arrière de la gare

La gare est toujours principalement utilisée pour le trafic suburbain. En 1905, des trains circulent environ toutes les heures entre Berlin et Bernau avec un arrêt à Blankenbourg, et il y a également quelques trains amplificateurs entre Berlin et Blankenbourg. Après que les voies suburbaines sont séparées du trafic longue distance, l'offre est encore élargie. Après l'électrification, la gare est desservie par des trains à destination de Bernau toutes les 20 minutes. Cette offre est restée (hormis les restrictions dues à la Seconde Guerre mondiale) jusqu'à la fin des années 1950. À cette époque c'est – initialement toutes les 40 minutes – une ligne est construite, partant de Blankenbourg et passant par une voie de fret avec rail électrique entre Pankow et Schönhauser Allee sur le Ringbahn oriental, sans desservir les gares de Berlin-Ouest. Après la construction du Mur, tous les trains S-Bahn en provenance de Blankenbourg empruntent cette liaison, qui est ensuite étendue à deux voies. Depuis 1961, le S-Bahn vers Oranienbourg dessert également la gare de Blankenbourg, et un troisième groupe de trains toutes les 20 minutes part de Blankenbourg en direction du sud. Depuis les années 1970, le tronçon entre Blankenbourg et Buch dessert toutes les 10 minutes. De 1961 à 1976, un ou deux trains à vapeur, puis au diesel, sont ajoutés chaque heure en direction de Basdorf. En 2024, la gare sera desservie par les lignes S-Bahn S2, S26 et S8. Le S2 circule tous les 10 minutes pendant la journée, le S26 et le S8 toutes les 20 minutes. Il existe des options de transfert vers les lignes de bus BVG 150 et 154.